# 응첨
응첨(應詹, 279년 ~ 326년 9월 8일(음력 7월 25일))은 서진 말기 ~ 동진 초기의 관료이자 군인으로, 자는 사원(思遠)이며, 예주 여남군 남돈현(南頓縣) 사람이다. 조위의 시중 응거의 손자로, 최종 관위가 평남장군(平南將軍) 강주자사에 이르렀다.

## 친족
- 응거 - 응첨의 조부
- 응소 - 응첨의 사촌으로 황문시랑을 지냈다. 후에 동해효헌왕(東海孝獻王) 사마월[1]에게 살해당한다.